# Стенли Матюс
Сър Стенли Матюс (на английски: Stanley Matthews) е смятан за един от най-големите английски футболисти. Известен е със своето спортсменско отношение към играта, като изиграва над 700 мача в английското първенство и не получава нито един наказателен картон. В Европа го наричат Магьосника, а в Англия – Дриблиращия фокусник. Става първият носител на „Златната топка“ за 1956 година, когато е на 41-годишна възраст.
Бащата на Матюс е бивш боксьор. Стенли е третият от общо четирите му сина. Играе още като юноша срещу Уелс в отбора на английските ученици.
Дебютира за английския национален отбор на 29 септември 1934 и отбелязва гол срещу Уелс за победата с 4:0. През 1937 прави хеттрик срещу Чехословакия. Последният му мач е на 15 май 1957, което означава почти 23-годишна кариера в националния отбор. За този период играе в 54 мача за Англия, без обаче да се броят 29 мача по време на Втората световна война.
През 1965 г. става първият футболист, получил рицарско звание.

## Кариера
- 1932 – 1947: Стоук Сити (263 мача)
- 1947 – 1961: Блакпул (379 мача)
- 1961 – 1965: Стоук Сити (59 мача)

## Отличия

### Отборни
- ФА Къп (1953)

### Индивидуални
- Златна топка (1956)
- Два пъти Футболист на годината в Англия – 1948 и 1963